# Национальное агентство по перемещённым лицам и беженцам
Национальное агентство по перемещённым лицам и беженцам (сомал. Hay’adda Qoxoontiga Iyo Barakacayaasha Qaranka) — правительственное учреждение Сомалиленда, созданное в 2017 году президентом Мусой Бихи Абди. Оно отвечает за защиту и помощь беженцам, просителям убежища, мигрантам, а также вернувшимся из-за границы. Менеджер, который является главой агентства, назначается Президентом. Текущий менеджер (по состоянию на 2020 год) — Абдикарим Ахмед Мохамед.